# Santa Mare
Santa Mare – wieś w Rumunii, w okręgu Botoszany, w gminie Santa Mare. W 2011 roku liczyła 1046 mieszkańców.